# Greg Kiltie
Greg Kiltie est un footballeur écossais né le 18 janvier 1997 à Irvine. Il évolue au poste d'attaquant à Saint Mirren.

## Biographie

### En club
Il marque six buts en première division écossaise avec le club de Kilmarnock lors de la saison 2015-2016.
Le 7 juin 2021, il rejoint Saint Mirren.

### En équipe nationale
Avec les moins de 19 ans, il inscrit un but contre la république d'Irlande, puis un but contre la Bulgarie, lors des éliminatoires du championnat d'Europe.